# كأس إيطاليا 1969–70
كأس إيطاليا 1969–70 هو الموسم 23 من كأس إيطاليا. أقيم خلال الفترة 31 أغسطس 1969 وحتى 10 يونيو 1970، وأشرف على تنظيمه Lega Nazionale Professionisti ‏، وكان عدد الأندية المشاركة فيه 36، وفاز فيه نادي بولونيا.